# Ово није глупи тинејџерски филм
Ово није глупи тинејџерски филм (енгл. Not Another Teen Movie) амерички је хумористички филм из 2001. године, у режији Џоела Галена, по сценарију Мајка Бендера, Адама Џеја Епстајна, Ендруа Џејкобсона, Фила Бомана и Бадија Џонсона. Ансамблску поделу улога чине: Кајлер Ли, Крис Еванс, Џејми Пресли, Ерик Кристијан Олсен, Ерик Џангман, Мија Киршнер, Дион Ричмонд, Коди Макмејнс, Сем Хантингтон, Сем Левин, Серина Винсент, Рон Лестер, Ренди Квејд, Лејси Шабер, Рајли Смит и Самира Армстронг.
Представља пародију тинејџерских филмова. Док је општа фабула заснована на популарним филмовима у то време, филм је такође испуњен алузијама на тинејџерске филмове из 1980-их и 1990-их.

## Радња
Непожељна и одбачена Џејни Бригс (Кајлер Ли) је перспективна уметница која стално носи наочаре, везује коњски реп и облачи фармерке на трегере уфлекане бојом. Она постаје предмет опкладе између фудбалске звезде Џејка Вајлера (Крис Еванс) и улизице Остина (Ерик Кристијан Олсен), који тврди да она не може постати краљица матурске вечери.

## Улоге
| Глумац               | Улога              |
| -------------------- | ------------------ |
| Кајлер Ли            | Џејни Бригс        |
| Крис Еванс           | Џејк Вајлер        |
| Џејми Пресли         | Присила            |
| Ерик Кристијан Олсен | Остин              |
| Мија Киршнер         | Кетрин Вајлер      |
| Дион Ричмонд         | Малик Токен        |
| Ерик Џангман         | Рики Липман        |
| Рон Лестер           | Реџи Реј           |
| Коди Макмејнс        | Мич Бригс          |
| Сем Хантингтон       | Окс                |
| Сем Левин            | Брус               |
| Лејси Шабер          | Аманда Бекер       |
| Серина Винсент       | Ариола             |
| Рајли Смит           | Лес                |
| Џули Велч            | госпођа Вајлер     |
| Самира Армстронг     | Кара Франтели      |
| Нектар Роуз          | Сара Франтели      |
| Ед Лотер             | тренер             |
| Ренди Квејд          | господин Бригс     |
| Џоана Гарсија        | Сенди Сју          |
| Беверли Полцин       | Сејди Агата Џонсон |
| Роб Бенедикт         | Престон Васерстин  |
| Патрик Сент Еспри    | Остинов отац       |
| Џош Раднор           | водич              |
| Пол Гобел            | кувар              |
| Џорџ Вајнер          | директор Корниш    |
| Х. Џон Бенџамин      | тренер             |